# Влиятельный (эсминец)
«Влиятельный» — эскадренный миноносец проекта 56 (код НАТО — «Kotlin class destroyer»).

## История строительства
Зачислен в списки ВМФ СССР 15 сентября 1953 года. Заложен на заводе № 199 им. Ленинского комсомола в Комсомольске-на-Амуре 29 октября 1955 года (строительный № 86), спущен на воду 10 мая 1957 года. Принят флотом 6 ноября 1957 года, 21 ноября 1957 года эсминец вступил в состав ВМФ СССР.

## Служба
Корабль после вступления в строй вошёл в состав 175-й БЭМ Тихоокеанского флота ВМФ СССР. С 27 марта 1960 по 26 августа 1961 года «Влиятельный» находился на консервации и был поставлен на прикол, затем включён в состав 173-й бригады противолодочных кораблей Камчатской флотилии. В 1968 году находился на учениях «Камертон». Участвовал мае 1968 года в составе группы кораблей в поиске затонувшей подлодки К-129. С середины 1969 по декабрь 1971 года эсминец прошёл средний ремонт на «Дальзоводе» (79-я бригада строящихся и ремонтируемых судов).
9 мая 1974 года «Влиятельный» был включён в состав 8-й оперативной эскадры; выходил на боевую службу в Индийский океан: с 18 по 26 ноября нанёс визит в порт Мале (Мальдивские острова). В 1981 году нёс боевую службу в Индийском океане. В 1983 году планировалось провести модернизацию корабля, но корабль был отправлен на Камчатку для службы в составе 173-й БрПлК.
17 июля 1988 года приказом министра обороны СССР корабль был исключён из списков кораблей ВМФ СССР и приказом от 12 августа сдан в ОФИ[куда?]; 1 октября расформирован. В 1989 году затонул у берегов Камчатки после проведения стрельб по нему. По некоторым данным в 1990 году во Владивостоке на базе «Главвторчермета» корпус эскадренного миноносца разобрали на металл.

## Особенности конструкции
Эскадренный миноносец «Влиятельный» вступил в строй с обтекателями линий валов, одним балансирным
рулём, фок-мачтой новой, усиленной конструкции, усиленной конструкцией носовой надстройки, РЛС «Фут-Н» (вместо РЛС «Риф») и РЛС «Якорь-М2». Во время среднего ремонта демонтировали обе РЛС «Штаг-Б», заменили РЛС «Нептун» двумя РЛС «Дон» (с антенным постом на фок-мачте), на средней надстройке в районе кормового котельного кожуха появились
две спаренные 25-мм АУ 2М-ЗМ, а перед носовой АУ СМ-2-1 — две 45-мм салютные пушки.

## Известные командиры
Кораблём командовали:
- на 1957 год — капитан 2-го ранга Чеботарёв[1];
- на 1957—1959 — капитан 2-го ранга Петров И.;
- на 1968 год — капитан 2-го ранга Табаков;
- на 1969 год — капитан 2-го ранга Е. А. Кулаков;
- на 1981 год — капитан 2-го ранга А. Вихров[1];
- на 1983 год — капитан-лейтенант Д. Островский[уточнить].
- на 1985 год — капитан 3-го ранга М.Туган-Барановский
- на 1987 год — капитан 3-го ранга В.Фильварченко

## Бортовые номера
В ходе службы эсминец сменил ряд следующих бортовых номеров:
- № 260 (1967)[1];
- № 405 (1968)[уточнить]
- # 441 (1969)[уточнить]
- № 434 (1974)[1];
- № 720 (1980)[1];
- № 718 (1982)[1].
- № 740 (1984)